# Den siste vikingen (film, 1997)
Den siste vikingen (originaltitel Den sidste viking) är en dansk-svensk action- och dramafilm från 1997 i regi av Jesper W. Nielsen. I rollerna ses bland andra Holger Thaarup, Per Oscarsson och Marika Lagercrantz.

## Handling
Det är vikingatid och Kung Grimnir lägger pålagor på folket och begär in deras båtar. Den tioårige Hardls far Agne vägrar, protesterar mot kungen och går ut med sitt rustade skepp. Grimnirs män kommer stormande och hela hushållet far illa. Gamle Skrælling, en alkoholiserad skeppsbyggare, tvingas bygga ett nytt skepp för att blidka kungen. Bosättningen sätts i brand och människor dödas hänsynslöst. Frej försöker blidka Grimnirs främste man Thorgrim genom att vara sexuellt tillmötesgående för att på så sätt rädda sina söner. Efter förödelsen måste den nu övergivne Harald själv ta hand om sitt liv och sin framtid.

## Rollista
- Holger Thaarup – Harald
- Per Oscarsson – Skrælling
- Marika Lagercrantz – Frej
- Bjørn Floberg – Thorgrim
- René Hansen – Bjarke
- Erik Wedersøe – Agne
- Kim Bodnia – Sigbard
- Moa Lagercrantz – Eisa
- Ricky Danielsson – Gunga
- Jens Okking
- Bjarne Henriksen – Svarre
- Troels Trier – Skjalde
- Elo Sjögren – Hofsnog
- Thorbjørn Hummel – Hirdmand
- Peeter Kard – Høvding

## Om filmen
Filmen producerades av Ib Tardini och Peter Aalbæk Jensen för Zentropa Entertainments ApS och Trust Film Svenska AB. Den fotades av Erik Zappon och klipptes av Valdis Óskarsdóttir. Manuset skrevs av Mikael Olsen och musiken av Joachim Holbek. Filmen premiärvisades den 17 januari 1997 i Danmark och hade Sverigepremiär 21 april 2000 på biograf Skandia i Stockholm och var då otextad. De rustningar och hjälmar Agne och hans män använder är återanvända från filmen Den vite vikingen.